# Prehistoria de Taiwán
La prehistoria de Taiwán es conocida a partir de los hallazgos arqueológicos presentes por toda la isla. La evidencia más temprana de habitación humana data de 20 mil a 30 mil años, cuando el estrecho de Taiwán fue expuesto por niveles del mar más bajos como un puente terrestre. Hace unos 5 mil años, los agricultores de la costa sudeste de China se asentaron en la isla. Se cree que estas personas han sido hablantes de lenguas austronesias, que se dispersaron desde Taiwán a través de las islas del Pacífico y el océano Índico. Se cree que los aborígenes taiwaneses actuales son sus descendientes.

## Contexto geográfico

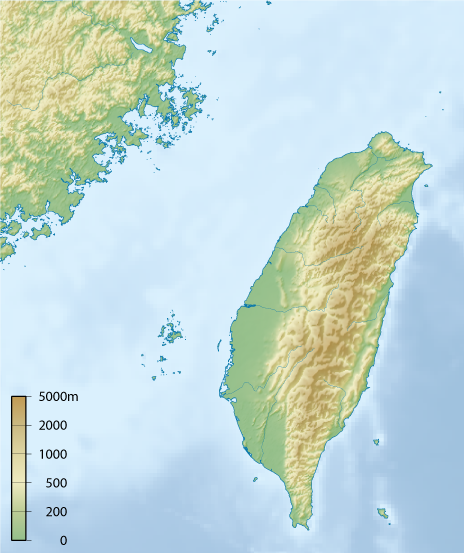
Taiwán está separado del continente por el angosto estrecho de Taiwán.

La isla de Taiwán se formó hace aproximadamente 4 o 5 millones de años en un complejo borde convergente entre la Placa Euroasiática continental y la oceánica Placa Filipina. El límite continúa hacia el sur en el arco volcánico de Luzón, una cadena de islas entre Taiwán y la isla filipina de Luzón, que incluye la isla Verde y la isla de las Orquídeas. Desde la parte norte de la isla, la continuación hacia el este del borde está marcada por la cadena de islas volcánicas Ryukyu.
La isla está separada de la costa de Fujian al oeste por el estrecho de Taiwán, que tiene 130 km de ancho en su punto más angosto. Las islas más importantes en el estrecho son las islas Pescadores, a 45 km de la costa suroeste de Taiwán y a 140 km de la parte continental. Parte de la plataforma continental, el estrecho no tiene más de 100 m de profundidad, y se ha convertido en un puente terrestre durante los períodos glaciales.
Taiwán es un bloque de fallas inclinadas, con cordilleras longitudinales que conforman la mayor parte de los dos tercios orientales de la isla. Incluyen más de doscientos picos con elevaciones de más de 3000 metros de altura (9.843 pies). El lado occidental de la isla se inclina hacia fértiles llanuras costeras. La isla se extiende sobre el trópico de Cáncer y tiene un clima subtropical húmedo. La vegetación original variaba desde la selva tropical en las tierras bajas a través de bosques templados, bosques boreales y plantas alpinas con altitud creciente.

## Paleolítico tardío

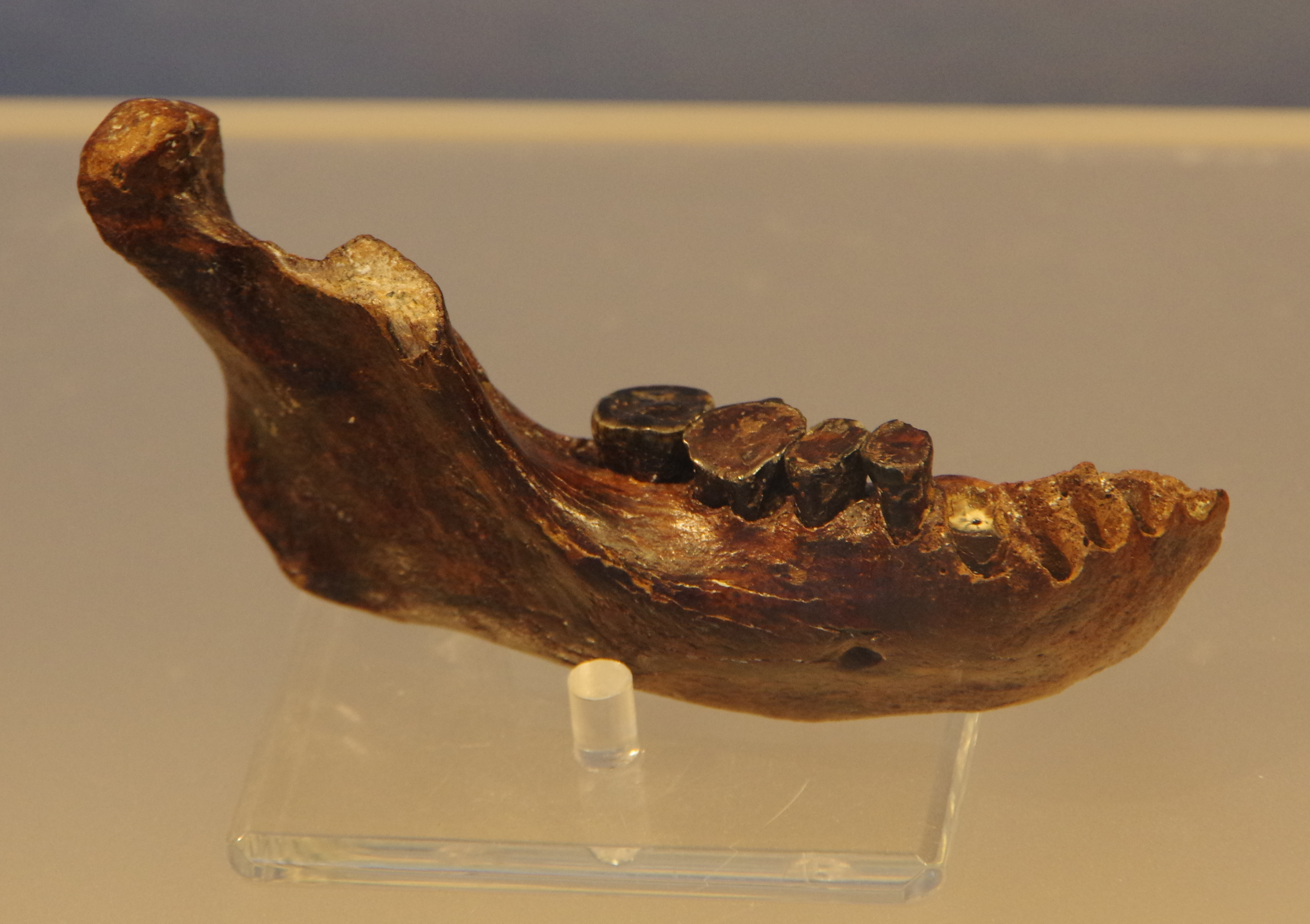
Sección parcial de una mandíbula humana encontrada entre islas Pescadores y Taiwán, designada Penghu 1

Durante la glaciación del Pleistoceno tardío, los niveles del mar en el área eran aproximadamente 140 m más bajos que en la actualidad. Como resultado, el lecho del Estrecho de Taiwán fue expuesto como un amplio puente terrestre que fue cruzado por la fauna del continente hasta el comienzo del Holoceno hace 10 mil años. Se ha encontrado una concentración de fósiles de vertebrados en el canal entre las islas Pescadores y Taiwán, incluida una mandíbula parcial denominada Penghu 1, que aparentemente pertenece a una especie del género Homo previamente desconocida, el Homo tsaichangensis.  Probablemente esta mandíbula data de uno de los dos períodos más recientes en los que el estrecho era un istmo, hace 190-130 mil o incluso entre 70 y 10 mil años antes del presente.
En los años 1970, fósiles fragmentarios de humanos anatómicamente modernos se encontraron en Chouqu y Gangzilin, en Tainan, en lechos fósiles expuestos por la erosión del río Tsai-liao (o Cailiao). Aunque se cree que algunos de los fragmentos son más recientes, siete fragmentos craneales y dos dientes molares han sido fechados entre 20 mil y 30 mil años. El hallazgo ha sido bautizado como «Hombre de Zuozhen» (por el distrito donde se ubicaron sus restos), y se cree que habría viajado junto a los animales durante la última glaciación, cazando y recogiendo su pelaje. No se han encontrado artefactos asociados en el sitio.
Antepasados de los actuales habitantes de islas Ryūkyū al noreste de Taiwán se establecieron durante la etapa de isótopos marinos (MIS) 3, que terminó hace unos 30.000 años. Es probable que los Ryukyus del sur (y posiblemente del centro) se establecieran a través de viajes desde Taiwán.

### Culturas de Changbin y Wangxing
Los artefactos más antiguos conocidos son herramientas de cantos rodados de la cultura Changbin (長 濱,), que se encuentran en sitios cavernosos en la costa sureste de la isla. Los sitios datan de 15 mil a 5 mil años atrás, y son similares a los sitios contemporáneos en Fujian. El sitio principal de Baxiandong (八仙洞), en Changbin, Taitung, fue excavado por primera vez en 1968. La misma cultura se ha encontrado en sitios en el cabo Eluanbi, en el extremo sur de Taiwán, que persistió hasta hace 5 mil años. Las primeras capas presentan grandes herramientas de piedra y sugieren un estilo de vida de caza y recolección. Las capas posteriores tienen pequeñas herramientas de piedra de cuarzo, así como herramientas hechas de hueso, cuerno y concha, y sugieren un cambio a la pesca intensiva y la recolección de mariscos.
La cultura distinta de Wangxing (網 形) fue descubierta en el condado de Miaoli en el noroeste de Taiwán en la década de 1980. El ensamblaje consiste en herramientas de escamas, cada vez más pequeñas y más estandarizadas a lo largo del tiempo, e indica un cambio de la recolección a la caza.

## Neolítico

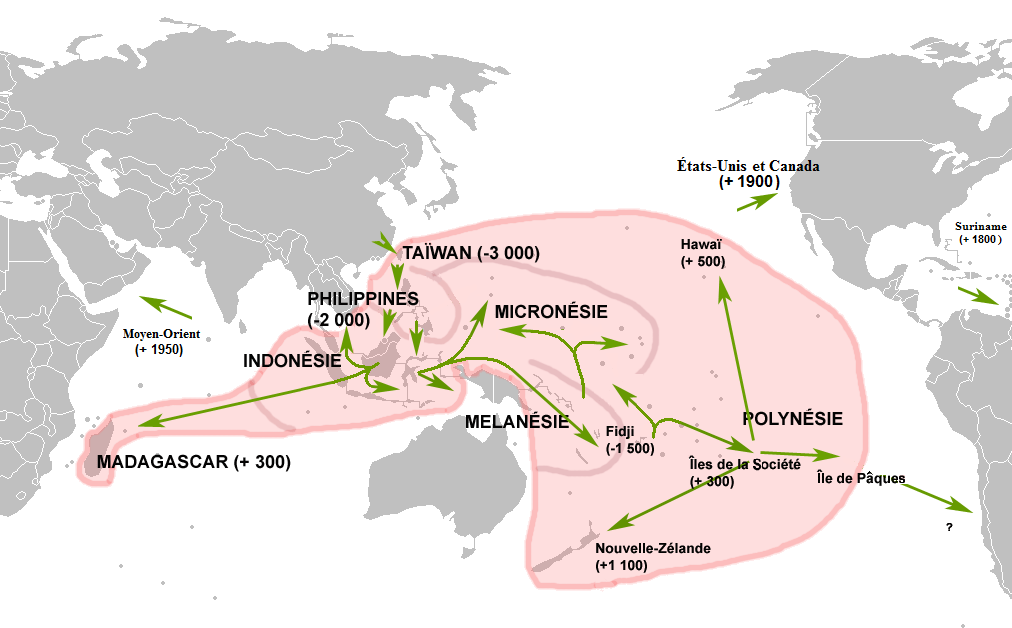
Expansión de las lenguas austronesias y culturas arqueológicas asociadas

Entre 4000 y 3000 a. C., la Cultura de Dapenkeng (o Tapenkeng, llamada así por un sitio en el condado de Taipéi) apareció abruptamente y se extendió rápidamente por la costa de la isla, así como por Penghu. Los sitios de Dapenkeng son relativamente homogéneos, caracterizados por cerámica impresa con marcas de cordón, guijarros picoteados, azuelas de piedra muy pulidas y puntos delgados de pizarra verdosa. Los habitantes cultivaban arroz y mijo, y se dedicaban a la caza, pero también dependían en gran medida de la recolección de mariscos y peces. La mayoría de los estudiosos creen que esta cultura no se deriva de la de Changbin, sino que fue traída a través del estrecho por los antepasados de los aborígenes taiwaneses de hoy en día, hablando los primeros idiomas de Austronesia. En cuanto a Dapenkeng, no se ha identificado ninguna cultura ancestral en el continente, pero una serie de características compartidas sugieren contactos continuos. Sin embargo, los eruditos dicen que la era neolítica general del estrecho de Taiwán descendió de las culturas neolíticas de China continental, particularmente las culturas Hemudu y Majiabang. Se ha observado similitud física entre los habitantes neolíticos de los cursos bajo y medio del río Yangtsé, incluyendo la cultura Hemudu, y los habitantes neolíticos de Taiwán.

Culturas del neolítico tardío en Taiwán

En el siguiente milenio, estas tecnologías aparecieron en la costa septentrional de la isla filipina de Luzón (250 km al sur de Taiwán), donde, presumiblemente, las lenguas austronesias fueron adoptadas por la población local. Esta migración creó una rama de austronesio, las lenguas malayo-polinesias, que se han dispersado a lo largo de una gran área desde Madagascar a Hawái, Isla de Pascua y Nueva Zelanda. Todas las otras ramas primarias austronesias se encuentran solamente en Taiwán, el urheimat de la familia.
Los sucesores de la cultura Dapenkeng en todo Taiwán fueron localmente diferenciados. La cultura Fengpitou (鳳 鼻頭), caracterizada por una fina cerámica con marcas de cuerda roja, se encontró en Pescadores y en las partes central y sur del lado occidental de la isla, mientras que una cultura con cerámicas similares ocupó las áreas costeras del este. Estas últimas se diferenciaron en las culturas Niumatou y Yingpu en el centro de Taiwán, las culturas Niuchouzi (牛 稠) y Tahu en el suroeste, la cultura Peinan en el sureste y la cultura Qilin (麒麟) en el este central. La cultura Yuanshan (圓 山) en el noreste no parece estar estrechamente relacionada con las anteriores, caracterizándose por sus azuelas seccionadas, arcos de piedra y cerámica sin impresiones. Algunos estudiosos sugieren que representa una oleada migratoria distinta desde el continente, pero tampoco se conoce una cultura similar desde allí.

## Edad de Hierro
Investigaciones recientes centradas en sitios recién excavados como Jiuxianglan muestran que la Edad de Hierro en Taiwán comenzó alrededor del 400 a. C., mucho antes de lo que se pensaba. Nuevos descubrimientos en el sudeste de Taiwán han sugerido que la actividad metalúrgica más antigua, junto con un conjunto de adornos corporales novedosos, se introdujo desde la región sur del sudeste asiático continental.
Desde 2003, nuevas excavaciones en el sureste de Taiwán han proporcionado más de diez fechas de radiocarbono que son mucho más tempranas que Shisanhang y están asociadas con conjuntos bastante diferentes; por ejemplo, como las documentadas en los sitios arqueológicos de Sanhe, Beinan y Jiuxianglan. Estas nuevas fechas sugieren que el comienzo de la Edad del Metal de Taiwán ocurrió ya en el 400 a. C. a lo largo de la costa sureste.
Los artefactos de hierro y otros metales aparecieron en Taiwán alrededor del comienzo de la era común. Al principio, estos eran productos comerciales, pero alrededor del año 400 d. C. el hierro forjado se producía localmente utilizando fraguas, una tecnología posiblemente introducida desde Filipinas. Distintas culturas de la Edad de Hierro han sido identificadas en diferentes partes de la isla: la cultura Shihsanhang (十三 行) en el norte, la cultura Fanzaiyuan (番仔 園) en el noroeste, la cultura Daqiuyuan (大邱 園) en las colinas de al suroeste del condado de Nantou, la cultura de Kanding en el centro oeste, la cultura de Niaosung en el suroeste, la cultura de Guishan (龜山) en el extremo sur de la isla y la cultura de Jingpu (靜 浦) en la costa este. Los primeros bienes comercializados desde China encontrados en la isla datan de la dinastía Tang (618-907 d. C.).

### Galería de artefactos

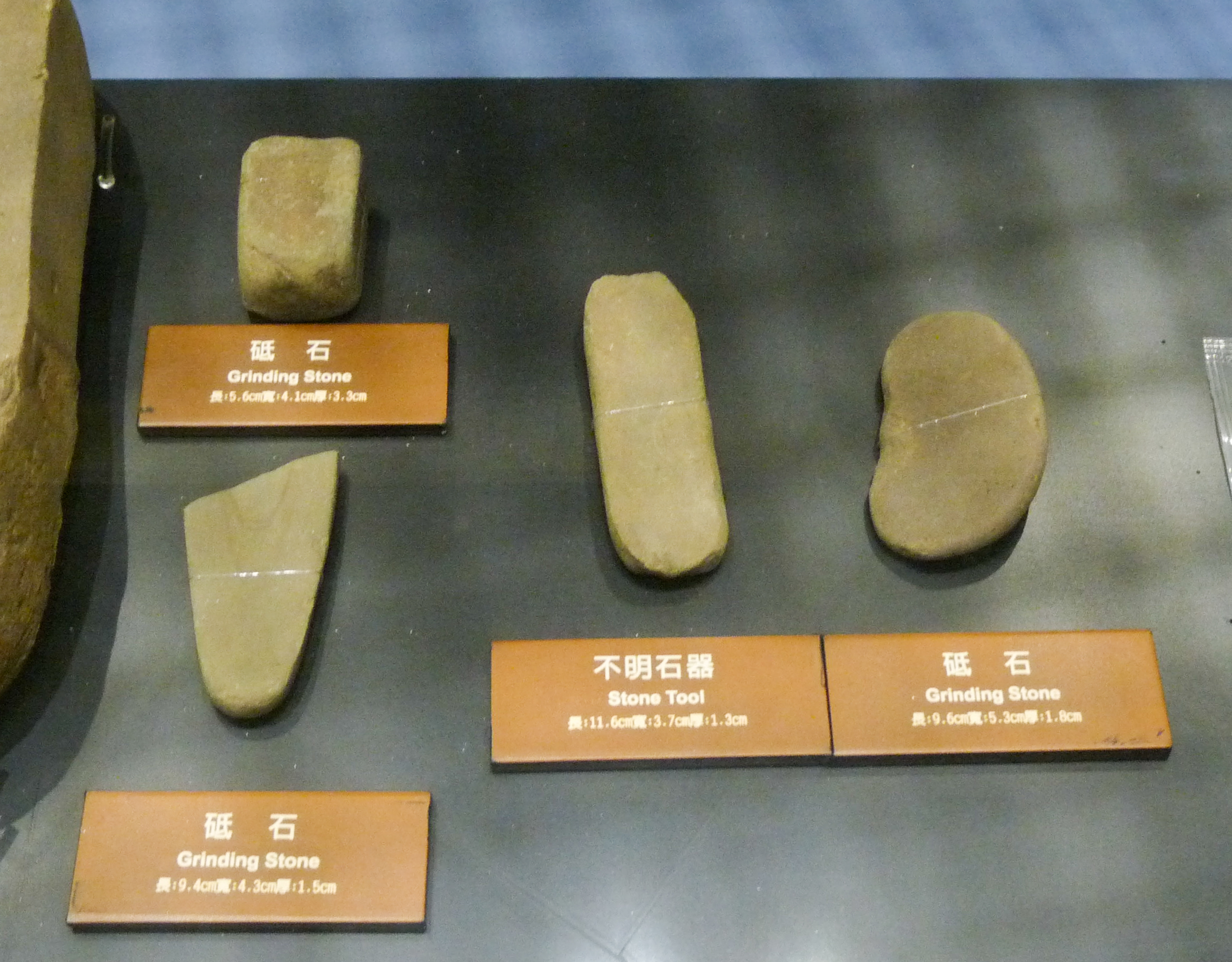
Piedras pulidas, incluidas varias piedras de molino. Edad de Hierro, siglos II - V, aproximadamente, Museo de Arqueología de Shisanhang. Bali (Nueva Taipéi). Noroeste de Taiwán.
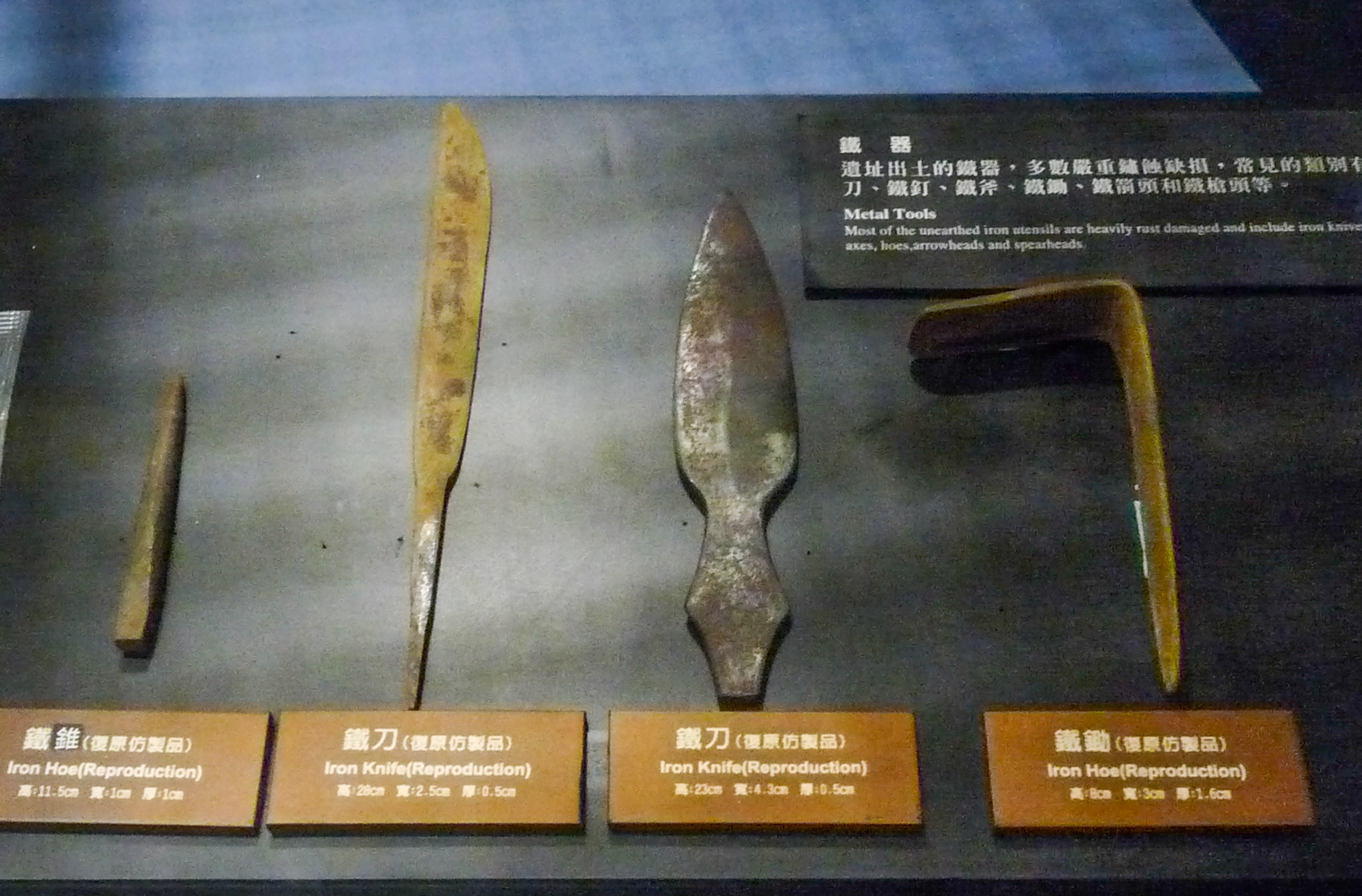
Herramientas de hierro: dos modelos de azada y dos cuchillos. Edad del Hierro, siglos II y V aproximadamente. Museo de Arqueología. Bali, Nueva Ciudad de Taipéi.
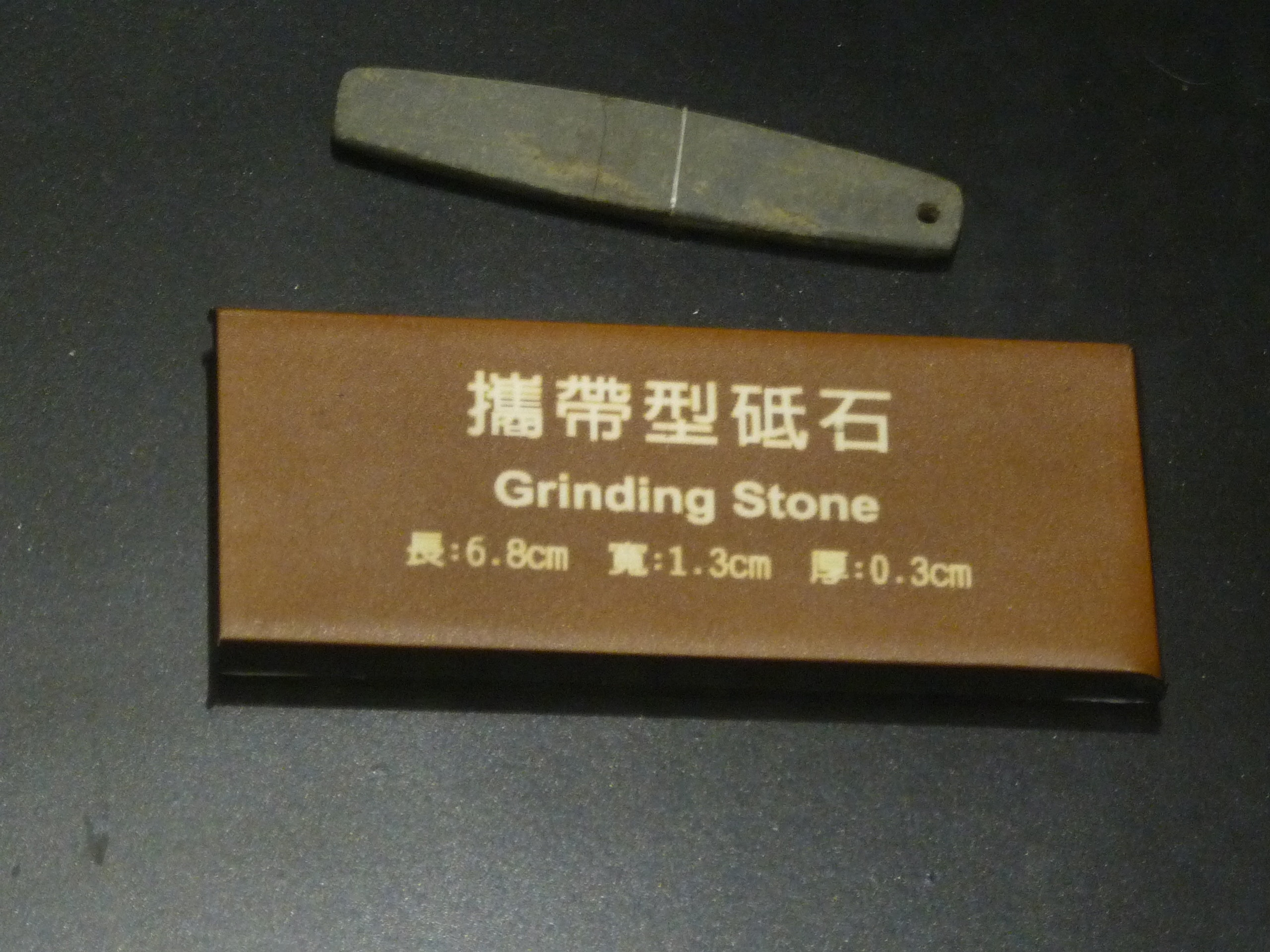
Piedra de afilar que se puede usar suspendida por una cuerda (¿alrededor del cuello?). 6.8 x 1.3 x 0.3 cm. Siglos II - V aprox. Shisanhang.
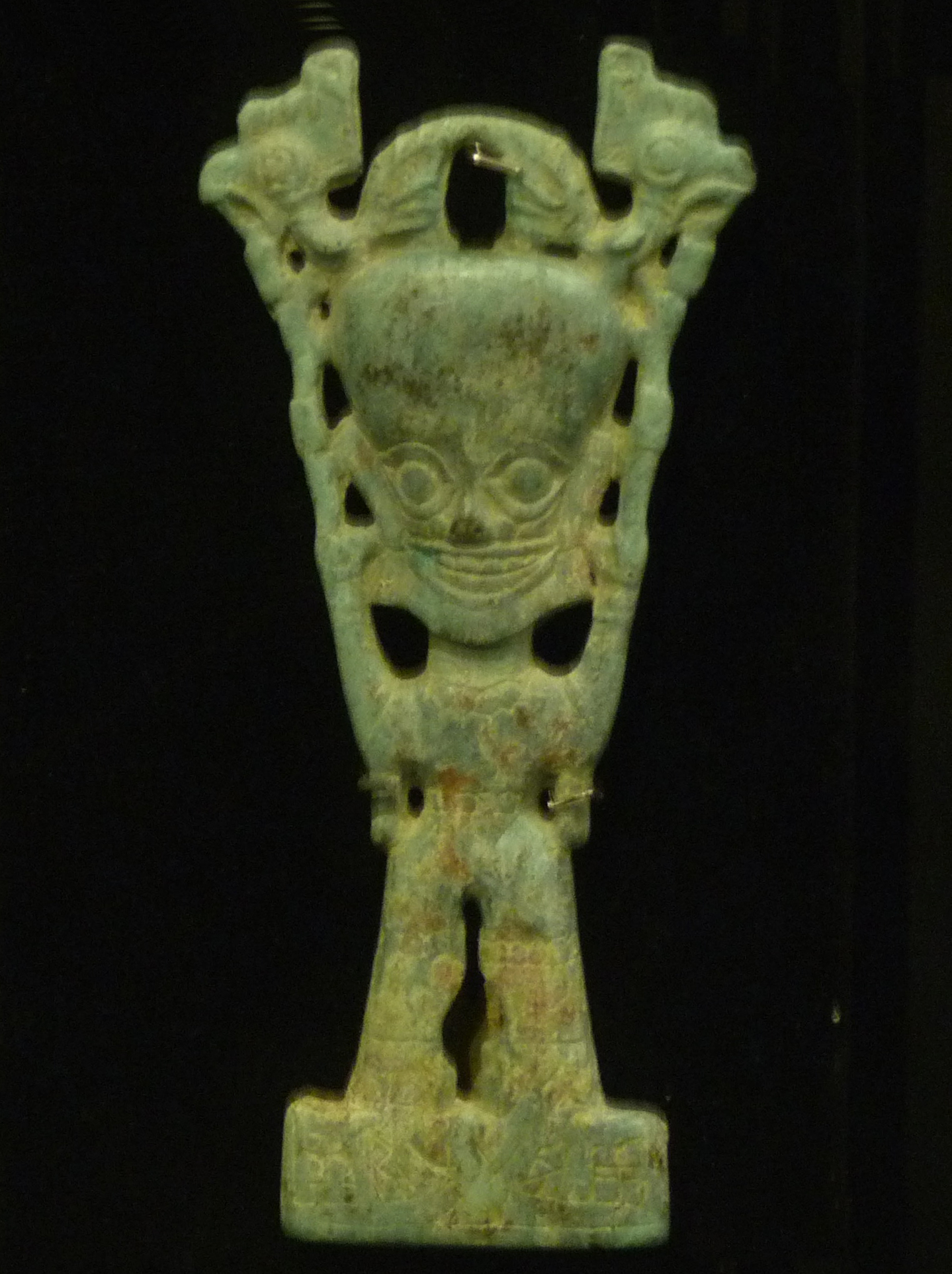
Mango de cuchillo de bronce. Cuchilla de hierro, siglos II - V, de aprox. 8 cm.[22] Shisanhang. Museo SSH.
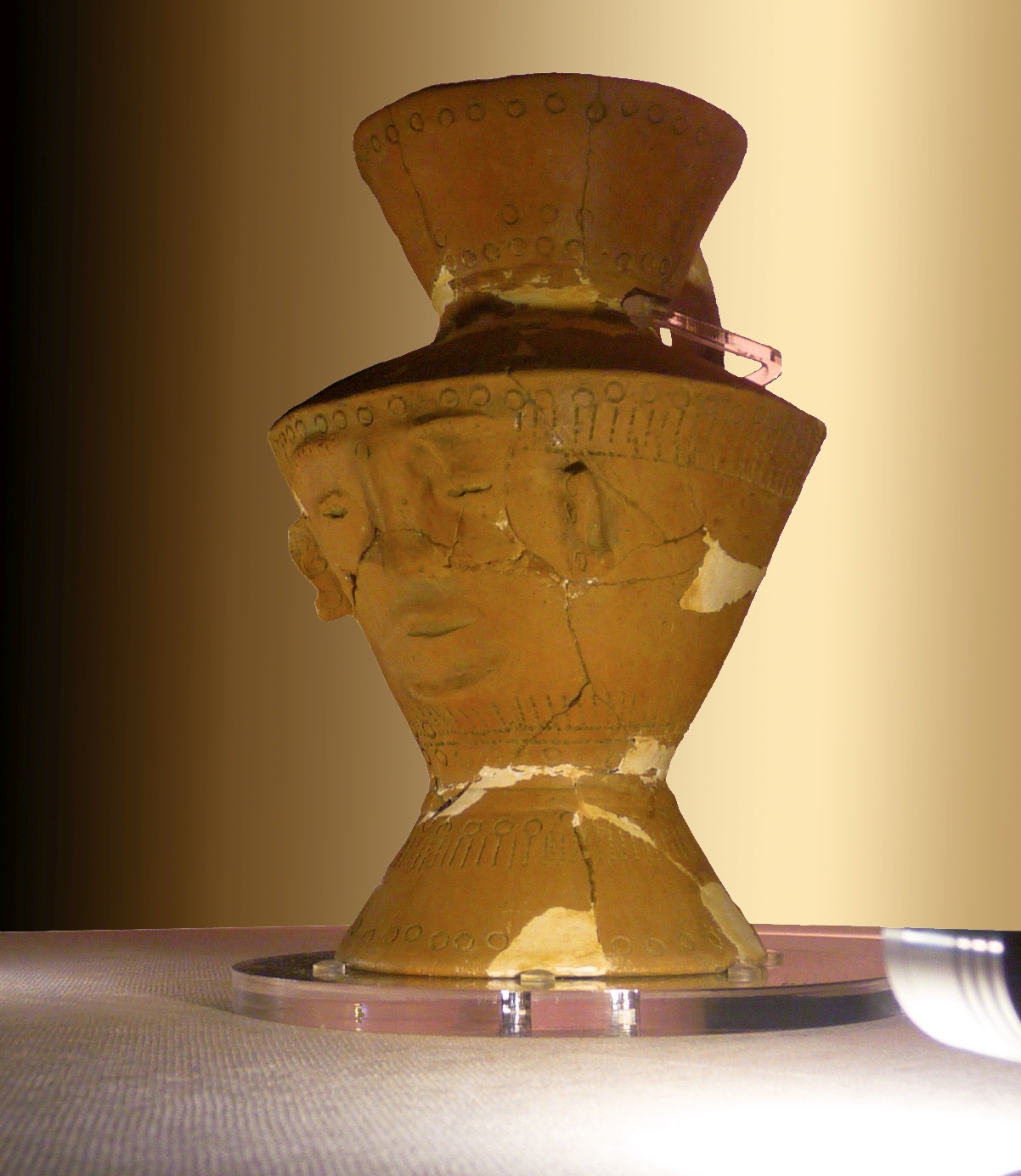
Jarro antropomórfico terracota rojo-marrón, estampado y modelado, siglos II-V aprox., H. 20 cm. aprox., Shisanhang.
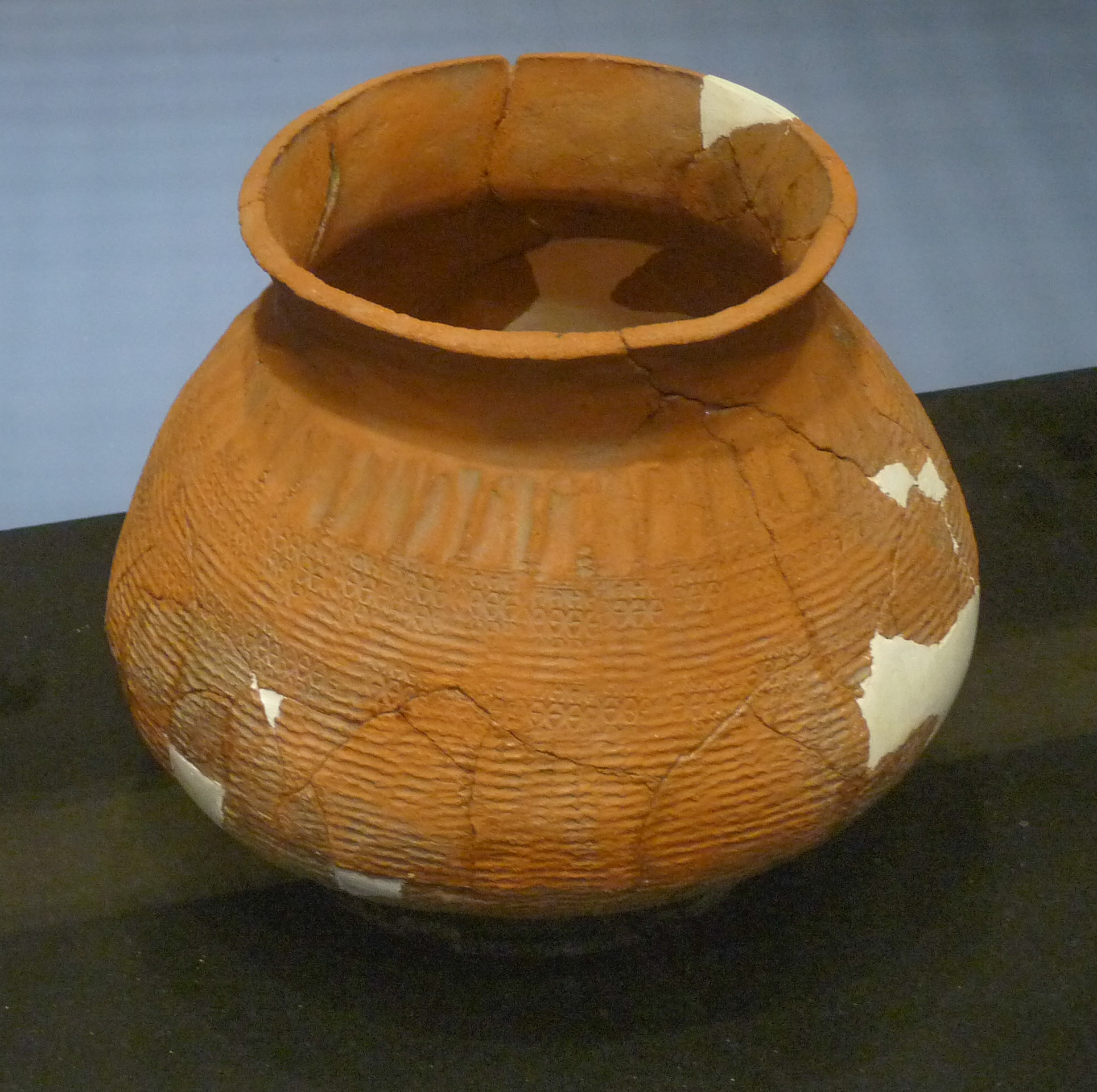
Pote decorado por impresión. 19 cm. x 22.5 cm. Sitio de Shisanghan. Edad del Hierro, siglo II - V, aprox.
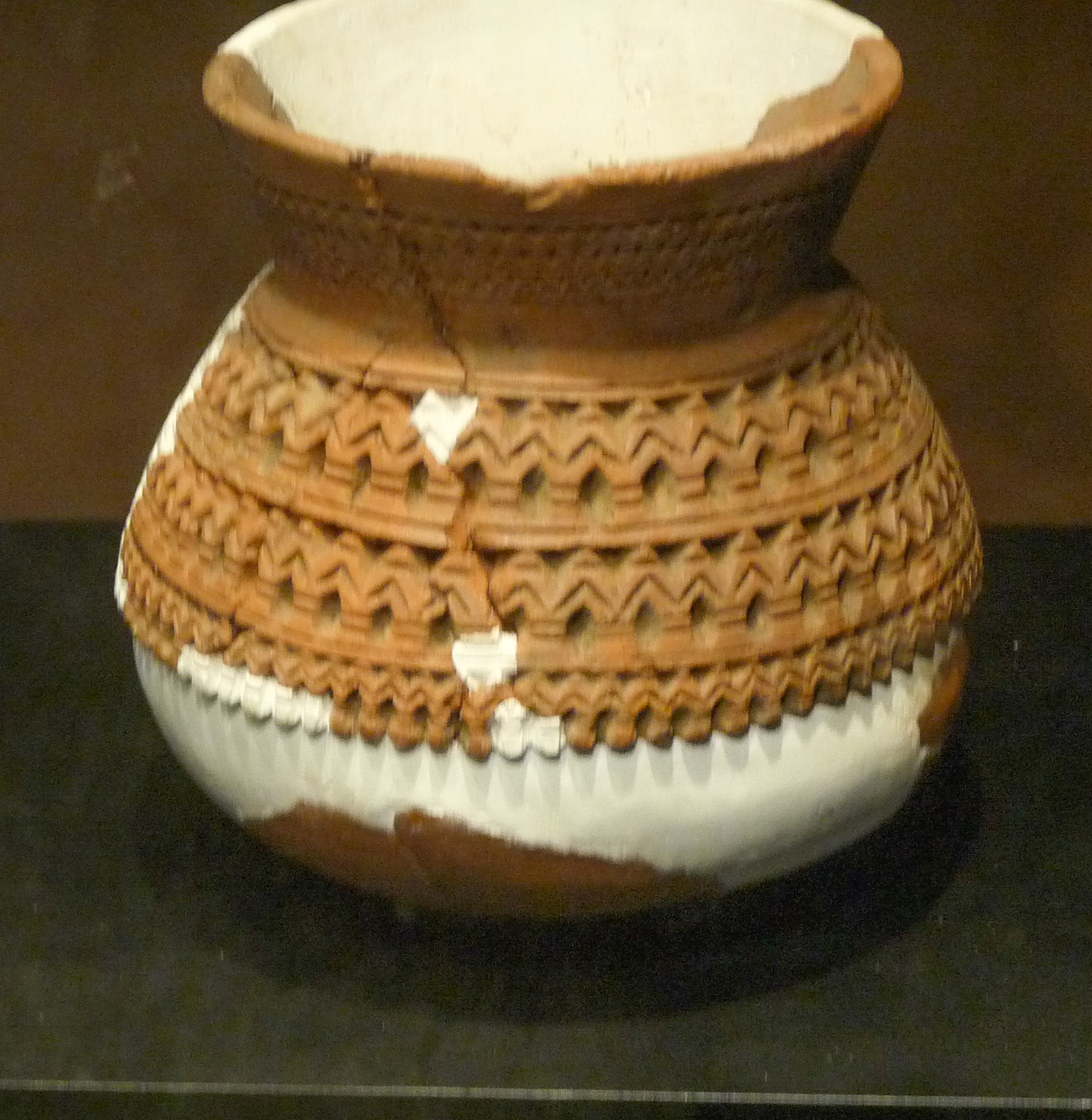
Pote con decoración grabada. Sitio Shisanghan. H. 10,2 cm. L. 10.8 cm. Sitio Shisanghan. Edad del Hierro, siglo II - V, aprox.